# 주시크
주시크(1994년 4월 26일 ~ )는 대한민국의 가수다. 2020년 오반 (OVAN)과 컬래버레이션 한 싱글 '불 좀 꺼줄래'로 데뷔했다.

## 방송
- 스타 오디션 위대한 탄생 3 (2012) - Top71

## 음반
- 불 좀 꺼줄래 (2020)
- 5분만 더 (2020)
- 대화가 필요해 (2021)
- 너를 생각해 (2021)
- 아무래도 난 (2022)
- 아무래도 난 - Sped Up Version (2022)
- 그녀는 자꾸 슬퍼 (2022)
- 나는 설렜어 (2023)

## 공연
- BLOCK PARTY 2022 (2022)
- ROMANTIC DAY 2022 - 로맨틱팩토리 12주년 콘서트 (2022)

## 기타
- 런치 <너를 생각해 (2022)> (2021) - 작곡
- 런치 <너를 생각해 (2022) (Inst.)> (2021) - 작곡
- 피아노맨 <사랑한다는 말로는> (2022) - 피처링
- 런치 <다시 만나볼래> (2022) - 작곡